# Краснозёрское
Краснозёрское — рабочий посёлок, административный центр Краснозёрского района Новосибирской области.
Образует муниципальное образование рабочий посёлок Краснозёрское со статусом городского поселения как единственный населённый пункт в его составе.

## География
Краснозёрское расположено на правом берегу реки Карасук, в 270 километрах к юго-западу от Новосибирска, в 88 километрах к северо-востоку от города Карасук, в 32 километрах к северу от железнодорожной станции Краснозёрское на Среднесибирской магистрали, расположенной в селе Половинное.

## Этимология
Вопреки распространённому заблуждению, название посёлка не имеет никакого отношения к озёрам и происходит от слов «красное» (в значении хорошее, как Красная Площадь или красная девица) и «зерно».

## История
Краснозёрское было основано в 1773 году под названием Карасукское.
Из ЭСБЕ 1895 года: 

Карасукское (Карасуцкое тож) — с. Тюкалинского окр. Тобольской губ., в 133 в. от окр. г., на рч. того же имени, по дороге из Тюкалинска в Тару. Дворов 245, жит. 1480; школа, ярмарка, на которую привозится приблиз. на 100 т. и продается на 50 т. Главные предметы торга: красный товар, кожевенные изделия, крестьянские полушубки, сало, масло, сырые кожи.
— https://ru.wikisource.org/wiki/ЭСБЕ/Карасукское
В 1930 году Краснозёрское получает современное название, а в 1977 году становится посёлком городского типа.
В 2003 году в АО «Краснозёрское» была выведена краснозёрская порода домашних гусей.

## Население
| 1959    | 1970  | 1979  | 1989  | 2002    | 2007    |
| ------- | ----- | ----- | ----- | ------- | ------- |
| 4963    | ↗5605 | ↗8010 | ↗9954 | ↗10 473 | ↗10 542 |
| 2009    | 2010  | 2012  | 2013  | 2014    | 2015    |
| ↘10 408 | ↘9524 | ↘9264 | ↘9182 | ↘9142   | ↗9149   |
| 2016    | 2017  | 2018  | 2019  | 2020    | 2021    |
| ↗9215   | ↗9216 | ↘9210 | ↘9114 | ↗9133   | ↘8955   |

Половой состав
По данным Всероссийской переписи населения в 2010 году в Краснозёрском проживало 9524 жителей, из них 4341 мужчина (46 %), 5183 женщины (54 %).

## Известные уроженцы, жители
- Перминов, Пётр Романович (1906-1977) — советский военный и государственный деятель.

## Транспорт
Краснозёрское имеет регулярное автобусное сообщение с Новосибирском (протяжённость пути — 293 километра).
Пассажирские перевозки в Краснозерском районе осуществляют ОАО «Краснозерскавтотранс», «Агропромтранс» и предприниматели района. Ближайшая ж/д станция находится в 32 километрах к югу от рабочего посёлка Краснозёрское в селе Половинное. Это железнодорожная станция Краснозёрское на Среднесибирской магистрали.

## Экономика
- ЗАО «Краснозёрский пивкомбинат»
- ОАО «Краснозерский молзавод», закрыт
- ООО «Краснозёрский мясокомбинат», закрыт
- ОАО НПХ «Краснозёрское»
- ООО «Инвестстройпроект»
- КПФСПН
- Производственный комбинат РАЙПО
- Краснозерская швейная фабрика, закрыта
- Хлебозавод «Хлебница», закрыт
- ОАО «Краснозерский лесхоз»
- ООО «Простор» (производство подсолнечного масла «Дедушкин чулан»)
- ООО «Стройсервис»

## Социальная структура

### Спорт
- Стадион (Реконструкция)
- Бассейн «Нептун»
- ДЮСШ
- Лыжная база (Стадион)

## Достопримечательности
- Художественно-краеведческий музей, основанный 24 июля 1970 года. Его основателем был Коробейников Василий Иванович (1912—1999). Для посетителей музей открылся 18 октября 1975 года. Художественно-краеведческий музей расположен на центральной площади посёлка. Более 25 лет музей был картинной галерей. Включает три зала. В первом зале собраны археологические находки (каменный топор, наконечники копий) и этнографические экспонаты (собрание домотканых рушников, старинные предметы быта крестьян, фисгармония). Во втором зале представлены произведения изобразительного искусства: графика, картины, скульптуры. Среди работ наиболее примечательны 334 картины основателя Новосибирской картинной галереи М. А. Мочалова, 47 работ украинских художников (М. Дерегуса, К. Прохорова), 70 работ художников Москвы и Ленинграда (Д. Журавлёва, К. Белова, А. Каманина, Моторика, Ф. Константинова, С. Никиреева), работы новосибирских художников 1960-х — 1980-х годов (И. В. Титкова, В. В. Титкова, А. П. Фокина, А. В. Кузьмина, И. П. Попова, В. Д. Кречетова, В. С. Кречетова), 39 работ А. Е. Глуховцева, работы Н. Д. Грицюка, Д. И. Архангельского, Л. Толстого, Н. И. Домашенко, 21 работа Н. А. Шишловского, 34 этюда А. П. Моисеенко. Третий зал является выставочным. Число единиц хранения — 3973, среднее количество посетителей в год — 5700 человек[22][23].

- Здание представительства компании «Зингер» — двухэтажный кирпичный дом, построенный в начале XX века. Памятник архитектуры регионального значения[24].

## Известные жители и уроженцы
- Кривошей, Надежда Михайловна (1921—2005) — Герой Социалистического Труда.
- Федосиенко, Сергей Алексеевич (род. 1982) — чемпион мира по пауэрлифтингу.